# Chasinia stigmatilis
Chasinia stigmatilis är en fjärilsart som beskrevs av George Francis Hampson 1898. Chasinia stigmatilis ingår i släktet Chasinia och familjen nattflyn. Inga underarter finns listade i Catalogue of Life.